# William Spence

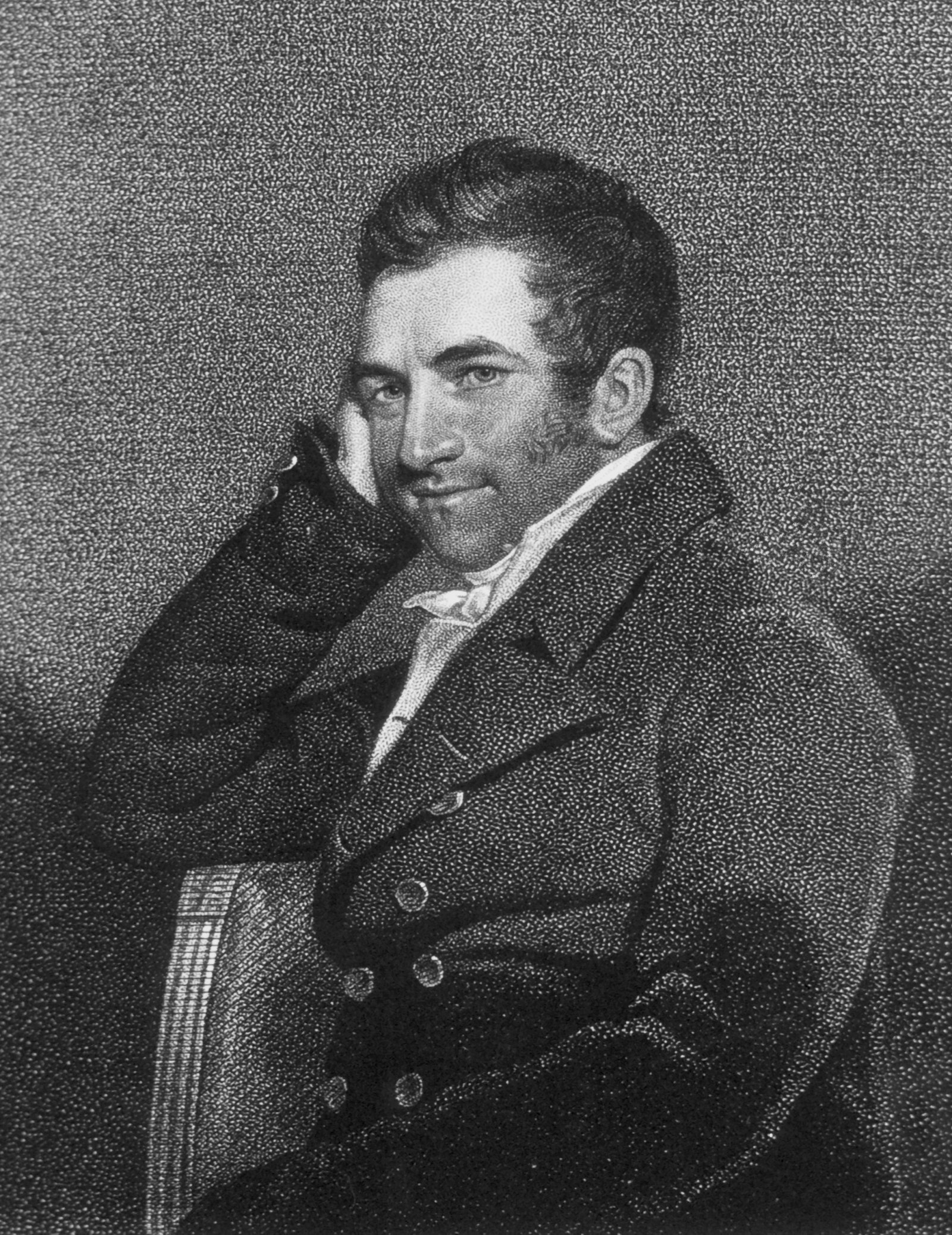
William Spence.

William Spence (Bishop Burton, East Riding of Yorkshire, c. 1782 – 6 de janeiro de 1860) foi um economista e entomólogo britânico. Foi eleito membro da Royal Society em abril de 1834. Foi um dos fundadores da Sociedade Entomológica de Londres em 1833, tendo-se tornado seu presidente em 1847.